# Raoul Gain
Pour les articles homonymes, voir Jalabert.
Raoul Gain, né le 22 août 1887 à Tourlaville et mort le 24 avril 1975 à Limeil-Brévannes, est un romancier, poète et chroniqueur littéraire français du XXe siècle.

## Biographie
Raoul Eugène Émile Gain, né le 22 août 1887 à Tourlaville, est le fils d'Eugène Émile Gain, commis de la Marine (1851-1907) et de Marie Rebecca Thomasse (1856-1937).
Il est incorporé en octobre 1908 pour le service militaire au 2e Régiment d’infanterie, nommé caporal en août 1909, puis sous-lieutenant de réserve en avril 1910.
Dans son article paru dans La Mouette sur le poète Auguste Bunoust, il raconte s'être installé au Havre en novembre 1910, où il prend pension à l'hôtel Hamon, place Gambetta, où Bunoust est déjà installé. Ils se lient petit à petit, tous deux poètes en devenir, désireux de voir publiés leurs premiers recueils.  
Il est rappelé lors de la mobilisation générale en août 1914, pour la Première Guerre mondiale et nommé lieutenant de réserve en septembre 1914. En avril 1916, il est proposé à la mise hors cadres et libéré provisoirement. En 1922, la commission de réforme diagnostique une sclérose des sommets, une maladie respiratoire qui atteint de nombreux poilus. 
Après la guerre, il revient au Havre où il collabore régulièrement à la revue littéraire La Mouette, créée par Julien Guillemard. Il y publie d'abord des poèmes comme La Hève (1919), Après-midi (1920) puis des courtes nouvelles comme La Leçon de Poum et La Mare au Caraco (1921). Il publie son premier recueil de nouvelles, Ilots dans le fleuve, en 1922. 
En février 1923, Julien Guillemard rapporte que « malade, déprimé par le surmenage matériel et intellectuel, notre cher ami Raoul Gain a dû quitter La Mouette pour aller demander à sa bonne mère, aux environs de Cherbourg, les grands soins que nécessite son état de santé. Les médecins lui ordonnent un repos absolu de plusieurs mois ». Rétabli, il signe un nouvel article dans la revue en juin 1923 et publie à la même époque Poèmes de l'ombrelle. 
Il fait partie des fondateurs de la Société des poètes et conteurs de Normandie, créée en juin 1923, aux côtés de Louis Beuve, Camille Cé, Lucie Delarue-Mardrus, Charles-Théophile Féret, Julien Guillemard, René Fauchois, Fernand Fleuret, Jean de Gournont,  Gabriel-Ursin Langé, Gaston Le Révérend, Edmond Spalikowski. 
Il poursuit sa collaboration avec Julien Guillemard et Bernard Esdras-Gosse dans une Anthologie des écrivains havrais, parue en 1930. 
Dans Mœurs normandes, Françoise Zonabend rédige une ethnologie du roman de Raoul Gain, À chacun sa volupté, paru en 1931. Elle explique que ce roman, qui fit scandale dans la région, permet de « retrouver sous l'habillage de la fiction, avec une étonnante connaissance des choses non dites que seul un natif du lieu pouvait posséder, la hantise de l'inceste et des filiation illégitimes que les récits familiaux lui avaient permis d'observer ». 
Raoul Gain meurt à Limeil-Brévannes le 24 avril 1975.

## Œuvres principales
- Ilots dans le fleuve, en 1922
- Pic de Farandole, 1925
- À chacun sa volupté, 1931